# Maria Caniglia
Maria Caniglia (Nàpols, 5 de maig de 1905 – Roma, 16 d'abril de 1979) fou una soprano dramàtica italiana. Va ser la gran dama de l'òpera italiana durant les dècades dels 1930 i els 1940.
Va estudiar al Conservatori de Nàpols amb Agostino Roche i debutà a Torí, amb el paper de Crisòtemis Elektra el 1930. Després d'haver interpretat La campana sommersa de Respighi, a Gènova, debutà en el teatre de La Scala de Milà el 1931, interpretant el rol de Maria de l'òpera Lo straniero, de Ildebrando Pizzetti. Participà en l'estrena de diverses òperes, com La notte di Zoraima de Montemezzi (Milà, 1931, Cyrano di Bergerac de Franco Alfano (Roma. 1936) i Lucrezia de Respighi (Milà, 1937. Fou una de les cantants preferides del públic de La Scala, teatre en el que cantà regularment durant les dècades dels trenta i els quaranta.
Foren especialment destacables les seves interpretacions verdianes i també les de repertori verista. El caràcter excitant i suggestiu que imprimia als personatges veristes i la dicció impecable la convertiren en una cantant molt estimada pel públic italià. Les seves aparicions fora d'Itàlia no varen ser tan freqüents, malgrat que cantà en el Metropolitan, el Covent Garden, el Colón de Buenos Aires i en teatres d'Europa.
Va estar casada amb el compositor Pino Donati.

## Discografia seleccionada
- Giacomo Puccini; Tosca amb Grigil, Borgioli i l'Orquestra de l'Òpera de Roma dirigida per Oliveiro de Fabrittis
- Giuseppe Verdi; Un ballo in maschera amb Gigli, Bechi, Barbieri, Pasero i l'Orquestra de l'Òpera de Roma dirigida per Tullio Serafin
- Riccardo Zandonai: Francesca da Rimini amb Prandelli, Tagliabue, Carlin i l'Orquestra de la RAI de Roma dirigida per Guarneri